# Всероссийская олимпиада школьников по истории
Всеросси́йская олимпиа́да шко́льников по исто́рии — ежегодная предметная олимпиада по истории России для школьников 9—11 классов. Является частью системы всероссийских олимпиад школьников.

## История проведения
Всероссийские олимпиады по истории стали проводиться с 2000 года — позднее, чем по другим школьным предметам. Особое значение для олимпиады имеет место её проведения. По одной из традиций, заключительный этап олимпиады проходит в городах, связанных со значительными событиями в истории России. Последняя на данный момент олимпиада проходила во Владикавказе с 3 по 10 апреля 2025 г. на базе СОГУ им. Хетагурова. 

## Центральная предметно-методическая комиссия
Актуальный состав:

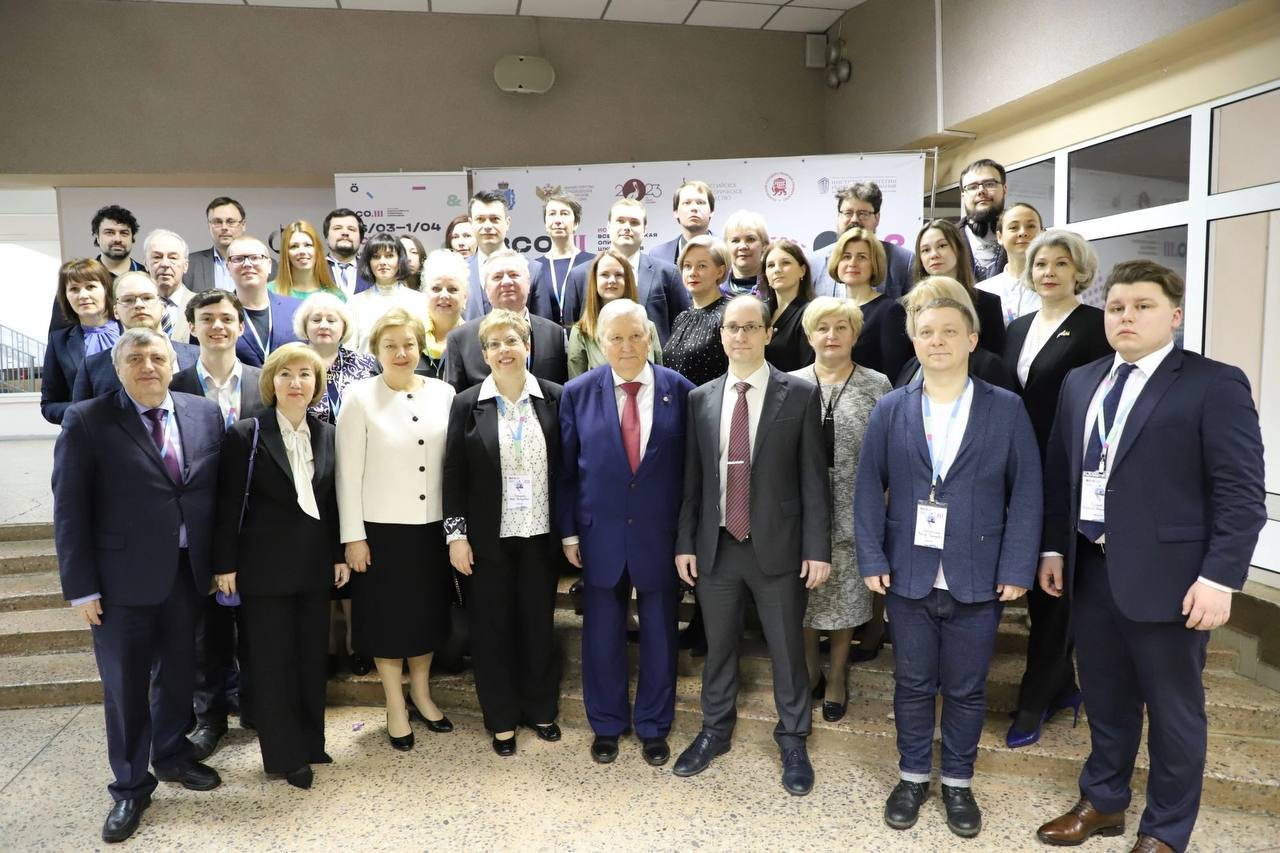
Фотография членов ЦПМК ВсОШ по истории. ПсковГУ. 1 апреля 2023

- Карпов, Сергей Павлович — академик РАН, президент исторического факультета МГУ им. М. В. Ломоносова, доктор исторических наук.
- Талызина, Анна Аркадьевна (председатель) — доцент исторического факультета МГУ им. М. В. Ломоносова, кандидат исторических наук.
- Бородкин, Леонид Иосифович — член-корреспондент РАН, зав. кафедрой исторической информатики, руководитель Центра экономической истории исторического факультета МГУ им. М. В. Ломоносова, доктор исторических наук.
- Катренко Олег Николаевич — директор государственного бюджетного общеобразовательного учреждения средняя общеобразовательная школа № 127 с углублённым изучением английского языка Красногвардейского района Санкт-Петербурга.
- Назаров Григорий Андреевич — директор муниципального бюджетного общеобразовательного учреждения средняя общеобразовательная школа № 28 г. Химки Московской области.
- Степанова Лилия Геннадьевна — доцент кафедры истории России федерального государственного бюджетного образовательного учреждения высшего образования «Кубанский государственный университет», кандидат исторических наук.
- Тихонова Анастасия Владимировна — профессор кафедры истории России федерального государственно бюджетного образовательного учреждения высшего образования «Смоленский государственный университет», доктор исторических наук.
- Хитров Дмитрий Алексеевич — доцент кафедры истории России до начала XIX века исторического факультета МГУ имени М. В. Ломоносова, кандидат исторических наук.
- Черненко Дмитрий Анатольевич — доцент Вологодского государственного педагогического университета, доцент кафедры истории России XIX — начала XX века МГУ имени М. В. Ломоносова[3], кандидат исторических наук.
- Шевырев Александр Павлович — доцент кафедры истории России XIX — начала XX веков исторического факультета федерального государственного бюджетного образовательного учреждения высшего образования «Московский государственный университет имени М. В. Ломоносова», кандидат исторических наук.

В состав ЦПМК и жюри олимпиад за прошедшие годы входили авторы школьных учебников и учебных пособий по истории, профессора, доктора и кандидаты исторических и педагогических наук: Н. М. Арсентьев, В. Н. Владимиров, А. Х. Даудов, С. Г. Кащенко, Е. А. Молев, А. С. Орлов, Е. И. Пивовар, И. Н. Данилевский, В. И. Уколова, И. Л. Андреев, Н. С. Борисов, А. А. Данилов, Л. А. Кацва, В. В. Кириллов, А. Ю. Лазебникова, П. А. Баранов, М. Ю. Брандт, С. И. Козленко, Л. М. Ляшенко, К. Г. Митрофанов, Т. И. Тюляева, А. Е. Фельдт, Н. А. Яковлева, привлекались также победители Всероссийских олимпиад по истории прошлых лет. Традиционно проведение заключительного этапа олимпиады курируется историческим факультетом МГУ.

## Места проведения заключительных этапов
| №     | Дата                     | Место            | Приуроченность                                | Структура |
| ----- | ------------------------ | ---------------- | --------------------------------------------- | --- |
| I     | 17 — 22 апреля 2000      | Великий Новгород | нет                                           | 3 тура |
| —     | 2001                     | не проводилась   | —                                             | — |
| II    | 2002                     | Псков            | Канун 1100-летия Пскова                       | 3 тура, к последнему туру допускалось лишь 18 участников |
| III   | 2003                     | Санкт-Петербург  | 300-летие Санкт-Петербурга                    | Изменений нет |
| IV    | 2004                     | Казань           | Канун 1000-летия Казани                       | Изменений нет |
| V     | 2005                     | Смоленск         | 60-летие Победы в Великой Отечественной войне | Изменений нет |
| VI    | 10—15 апреля 2006        | Саратов          | нет                                           | Победители и призеры заключительного этапа впервые выдвигаются в качестве кандидатов на присуждение премий для поддержки талантливой молодежи, установленных Указом Президента Российской Федерации. |
| VII   | 9—14 апреля 2007         | Брянск           | нет                                           | Изменений нет |
| VIII  | 7—11 апреля 2008         | Тула             | нет                                           | Изменений нет |
| IX    | 29 марта — 4 апреля 2009 | Великий Новгород | 1150-летие Новгорода                          | Впервые в 3-й тур допускаются все участники |
| X     | 29 марта — 4 апреля 2010 | Смоленск         | 65-летие Победы в Великой Отечественной войне | Сменилось руководство олимпиадой - председателем жюри стал академик, доктор исторических наук С.П. Карпов, а ответственным секретарем - А.А. Талызина. Впервые олимпиада проведена в современном виде - 3 тура для всех, введение общего рейтинга для всех классов. Впервые введен исследовательский проект, задание на анализ исторического источника. Впервые введен 3 тур в нынешнем виде - устное выступление на время с анализом текста источника на выбор. Максимальный балл в третьем туре — 50, в 3 туре на выступление выделяется 4 минуты (1 час на подготовку). |
| XI    | 26 апреля — 1 мая 2011   | Орёл             | 100-летие убийства П. А. Столыпина            | Изменений нет |
| XII   | 9—14 апреля 2012         | Смоленск         | 200-летие Отечественной войны 1812 года       | На третьем туре разрешено во время выступления использовать текст источника. |
| XIII  | 23—29 апреля 2013        | Белгород         | 70-летие Курской битвы                        | Изменений нет |
| XIV   | 29 марта — 4 апреля 2014 | Смоленск         | нет                                           | Изменений нет |
| XV    | 28 марта — 3 апреля 2015 | Санкт-Петербург  | 70-летие победы в Великой Отечественной войне | Изменений нет |
| XVI   | 26 марта — 1 апреля 2016 | Смоленск         | нет                                           | 3 тура, впервые организаторы поменяли местами так называемый тестовый тур и письменный тур, связанный с написанием эссе и проекта. Теперь первый тур включает эссе и проект, второй — тест, третий тур изменениям не подвергся. |
| XVII  | 8—14 апреля 2017         | Архангельск      | нет                                           | В критерии внесена необходимость постановки проблемы при написании исторического эссе (1 балл). |
| XVIII | 9—14 апреля 2018         | Сочи             | нет                                           | Изменений нет |
| XIX   | 6—12 апреля 2019         | Саранск          | нет                                           | Впервые в тестовом туре появилось задание по видеофрагментам кинофильма. |
| —     | 3—9 апреля 2020          | Ульяновск        | 150-летие со дня рождения В. И. Ленина        | Всероссийская олимпиада была отменена в связи с пандемией коронавируса. Все участники из выпускных классов, прошедшие на заключительный этап по установленному Министерством проходному баллу, признаны призёрами, остальные — получили право прохода на заключительный этап в следующем году. |
| XX    | 23—28 марта 2021         | Ульяновск        | нет                                           | Третий тур впервые проведён в два дня и по двум комплектам текстов — отдельный для 9 класса, отдельный для 10-11 класса. |
| XXI   | 28 марта — 3 апреля 2022 | Казань           | нет                                           | По решению Министерства просвещения введено равное количество мест приглашённых на заключительный этап (по 100 человек от параллели, всего — 300 человек). Введение раздельного рейтинга для классов. |
| XXII  | 26 марта - 1 апреля 2023 | Псков            | Канун 1120-летия Пскова                       | Восстановлена старая система вычисления проходных баллов на заключительный этап — по единому рейтингу, выстраиваемому по баллам участников совокупно во всех регионах и среди всех параллелей. Общий рейтинг призёров и победителей для всех 3-х параллелей восстановлен и на заключительном этапе. Изменен регламент проведения первого тура (эссе, проект) - с 2023 года участники все сначала выполняют задание эссе в течение 1,5 ч, а затем в течение 2 ч пишут проект. Введен пороговый балл на проверке эссе - 18 баллов по "критериям первого порядка" (постановка проблемы и задач, раскрытие основной части, выводы), получение которых необходимо для дальнейшей проверки жюри эссе по "критериям второго порядка" (обоснование, знание различных точек зрения, творчество). Незначительно изменились критерии третьего тура. |
| XXIII | 24–30 марта 2024         | Новый Уренгой    | нет                                           | Изменений нет |
| XXIV  | 3–10 апреля 2025         | Владикавказ      | 80-летие Победы в Великой Отечественной войне | Увеличена квота приглашаемых на заключительный этап до 350 участников. Впервые в финале приняло участие рекордные 343 человека. Время написания первого тура (для исследовательского проекта) удлинено - впервые на проект дано 2,5 часа. Впервые в качестве источников предложены фрагменты видео - интервью советских граждан 1980-х гг. |